# Rubén Rivera
Rubén Rivera Corral (* 3. Mai 1985 in A Coruña) ist ein spanischer Fußballspieler.

## Sportliche Laufbahn
Rubén begann seine Karriere bei Laracha CF, ehe er in die Jugendabteilung von Deportivo La Coruña wechselte. Dort kam er 2004 in die zweite Mannschaft, welche in der Tercera División (vierthöchste Spielklasse) spielte. In den Saisonen 2005/06 und 2006/07 wurde man Meister, wobei 2006/07 der Aufstieg in die Segunda División geschafft wurde. Weiters wurde er in der Saison 2006/07 bei der ersten Mannschaft einmal eingesetzt. Sein Debüt in der Primera División gab Rubén 18. Februar 2007 gegen den UD Levante. Er spielte bis zur 56. Minute und wurde für Adrián López ausgewechselt. Unter Trainer Joaquín Caparrós endete das Spiel im Estadio Riazor 0:0. Der Stürmer kam aber bei keinem weiteren Spiel der höchsten spanischen Liga zum Einsatz.
2008 wechselte er zu Montañeros CF, wo er 2008/09 wieder den Aufstieg von der vierten in die dritte Liga schaffte. Nach drei weiteren Saisonen in der Segunda División B wechselte er Anfang der Saison 2012/13 nach Österreich zum Aufsteiger Wolfsberger AC. Sein Debüt gab er am 25. Juli 2012 gegen den FK Austria Wien, als er in der 78. Minute für Christian Thonhofer eingewechselt wurde. Sein erstes Bundesligator gelang dem Stürmer am 6. Oktober 2012 gegen die SV Ried, als er bei der 2:5-Niederlage in der Lavanttal-Arena das zwischenzeitliche 1:5 erzielte.
Am 17. Juli 2013 wechselte Rivera zum Ligakonkurrenten FC Admira Wacker Mödling, konnte sich dort allerdings nicht durchsetzen. Nach nur 8 Spielen in der Bundesliga und einem Cup-Spiel wurde Rivera in der Winterpause von Admira an den spanischen Verein CD Leganés in der Segunda División B verliehen. Dort bestritt er bis zum Sommer 7 Ligaspiele, in denen er stets gegen Ende des Spiels eingewechselt wurde. Nach Ende der Leihe kehrte er zur Admira zurück, wurde aber noch im Sommer endgültig ablösefrei abgegeben. Er wechselte zu Real Avilés in der spanischen Segunda División B. Auch dort spielte er nur 13 mal (1 Tor), ehe er in der Winterpause 2014/15 zum Ligakonkurrenten FC Coruxo wechselte. Dort kam er regelmäßig von Spielbeginn zum Zug und erzielte bis zum Sommer in 18 Ligaspielen 5 Tore, darunter einen Doppelpack in seinem zweiten Spiel für seinen neuen Verein (2:2 gegen das B-Team von Sporting Gijón). Trotz seiner regelmäßigen Einsätze blieb er auch beim FC Coruxo nur ein halbes Jahr und wechselte im Sommer 2015 schließlich in die Tercera División zum CD Boiro.

## Erfolge
Aufstieg in die Segunda División B 2007, 2009